# Marienstiftsgymnasium

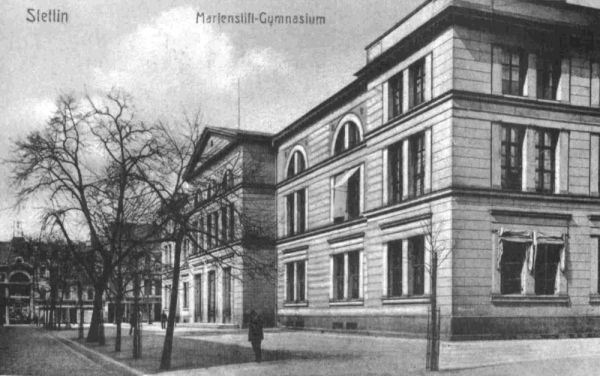
Marienstift-Gymnasium (historische Postkarte)

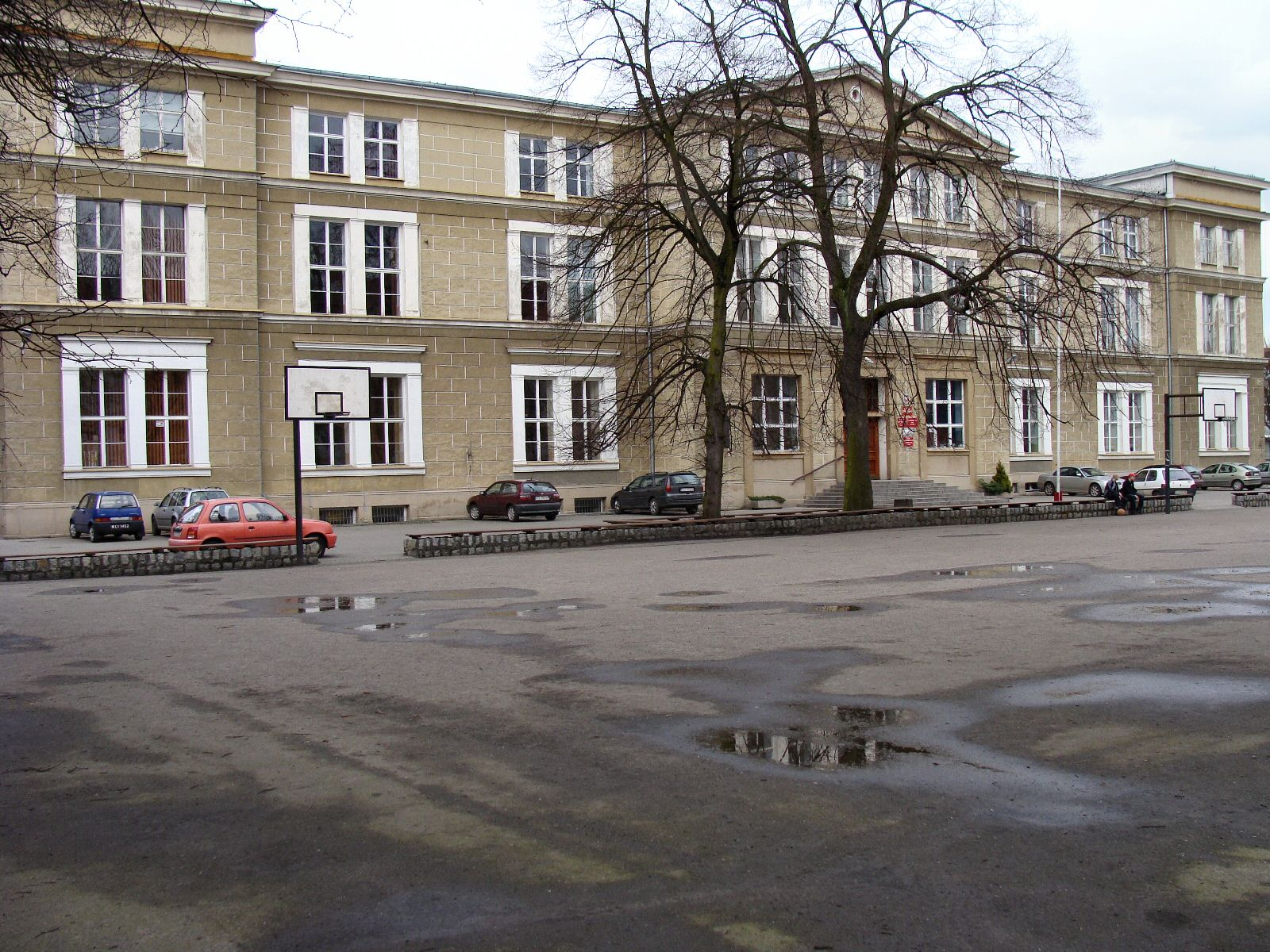
Heutige Ansicht des Mariengymnasiums am Marienplatz (2009)

Das Marienstiftsgymnasium war ein Gymnasium in Stettin, hervorgegangen aus dem im 16. Jahrhundert gegründeten Fürstlichen Pädagogium Stettin. Zeitweise hatte es in Pommern den Rang einer zweiten Landesuniversität nach Greifswald. Nach einer durch die Kriege im 17. Jahrhundert bewirkten Krise folgte im 19. Jahrhundert der Aufstieg zur führenden Schule der preußischen Provinz Pommern. 1805 wurde es zur Raths- und Stadtschule bzw. zum Königlichen und Stadtgymnasium. Das Stadtgymnasium wurde 1869 vom humanistischen Marienstiftsgymnasium abgetrennt. Mit der Evakuierung beider Gymnasien während des Zweiten Weltkriegs endete eine 400-jährige Geschichte.

## Geschichte

### Frühe Neuzeit
Mit der Reformation in Pommern entstand das Bedürfnis, ein evangelisches Schulwesen aufzubauen, um für das Land erwünschte Geistliche und Beamte auszubilden. Weil zu dieser Zeit nur wenige Studenten die Universität Greifswald besuchten, wurde erwogen, eine zweite Hochschule in Pommern einzurichten. Als Zwischenlösung stifteten 1543 die Herzöge Barnim IX. (XI.) von Pommern-Stettin und Philipp I. von Pommern-Wolgast in Stettin ein Pädagogium. In der am 25. Oktober 1543 in Jasenitz unterzeichneten Stiftungsurkunde wurde festgelegt, in dieser Schule 24 Jungen zu unterrichten, die älter als zwölf Jahre sein mussten. Die Dauer der Schulzeit wurde mit acht Jahren angegeben. Die Finanzierung erfolgte aus den Einnahmen des bisherigen Marienstifts und des bisherigen Ottenkapitels, die jährlich zwischen 8000 und 12.000 Talern lagen. Dazu kamen noch Spenden und das Schulgeld, das die Schüler zu entrichten hatten. Das erste Statut der Schule entwarf Paul vom Rode.
Hauptfach war die lateinische Sprache, die gleichzeitig Unterrichtssprache war. Dazu kamen Griechisch und Hebräisch. Über die klassische Literatur sowie die Bibel wurden Rhetorik und Dialektik studiert. Ebenso wichtig war die Religionslehre nach Werken Martin Luthers und besonders Philipp Melanchthons. In der Praxis erlernten die Schüler ferner die evangelische Liturgie und das religiöse Zeremoniell, Gesang und Orgelspiel eingeschlossen. Neben der im Religionsunterricht behandelten Philosophie bildeten im Pädagogium Mathematik, Astronomie und Rechtswissenschaften geringere Anteile der durchschnittlich 30 Wochenstunden.
Die Schule fand durch ihr akademisches Niveau bald Anerkennung. Die Mehrheit der Schüler stammte aus Pommern, andere aus Brandenburg, Mecklenburg, Schweden, Ungarn und Polen, viele aus Familien des deutschen Landadels. Von der Eröffnung 1544 bis zur Übernahme Stettins durch die Schweden im Dreißigjährigen Krieg hatte die Schule etwa 5500 Absolventen.
Während des Krieges geriet das Pädagogium in eine Krise. Die schlechte finanzielle Lage und der starke Rückgang der Schülerzahl bewogen die Schwedische Regierung in Pommern 1667 dazu, das Pädagogium zu schließen. An seiner Stelle wurde das Regnum Gymnasium Carolinum gegründet, das nach dem König Karl XI. von Schweden benannt war. Als der Große Kurfürst von Brandenburg in den Jahren 1676 und 1677 Stettin belagerte, brannte das Gebäude des Gymnasiums nieder. Nach dem Wiederaufbau 1687 besuchten es nur noch 27 Schüler.
Nach der Einnahme Stettins durch brandenburgische Truppen 1715 ließ der neue preußische Landesherr Friedrich Wilhelm I. die Schule unter dem Namen „Akademisches Gymnasium“ weiterführen und ordnete das Kuratorium neu. Die Schülerzahlen blieben im weiteren Verlauf des 18. Jahrhunderts gering, so waren es 1768 nur sechs Schüler. 1777 schrieben sich 17 Schüler ein. Eine von den Professoren Nikolaus Maaß und Heinrich Moritz Titius mit einigen Studierenden 1751 gegründete Redner- und Dichtergesellschaft zu Stettin ging bereits 1753 wieder ein.

### 1805–1945
Friedrich Wilhelm III. von Preußen erließ 1805 eine Kabinettsorder, womit das Gymnasium mit dem Ratslyzeum zum „Vereinigten Königlichen und Stadt-Gymnasium“ zusammengelegt wurde. Beeinflusst durch die Bildungsreformen Wilhelm von Humboldts entwickelte sich das Gymnasium unter Friedrich Koch zur führenden Schule der preußischen Provinz Pommern. Als Bildungseinrichtung, die sich dem Programm des Neuhumanismus verpflichtet fühlte, gehörte neben dem Sprachunterricht (Latein, Griechisch, Hebräisch, Französisch, wenig Englisch) der Unterricht in Geschichte und Geographie sowie Zeichnen und Kalligraphie zu den Schulfächern. Seit 1804 wurden an einem Lehrerseminar Volksschullehrer ausgebildet. 1840 wurde daneben in der Mönchenstraße eine Bürgerschule unter Karl Gottfried Scheibert eröffnet, die Friedrich-Wilhelms-Schule, aus der 1859 eine Oberrealschule wurde.
Der Besuch der vom Bürgertum sehr geschätzten Schule nahm wieder stark zu und erreichte 1863 rund 750 Schüler. Daher wurde 1869 die Schule aufgeteilt in das realistische Stadtgymnasium (Rats-Lyceum zu Stettin) und das humanistische Marienstiftsgymnasium, dem das Jageteufelsche Collegium angeschlossen wurde. Trotz der Teilung blieb die Schülerzahl hoch. So besuchten 1879 wieder 655 und 1905 725 Schüler das Marienstiftsgymnasium.
Mit seinem humanistischen Hintergrund wurde das Marienstiftsgymnasium im Dritten Reich die Schule der Bekennenden Kirche. Im Zweiten Weltkrieg diente es auch als Feldlazarett.
Wegen der Gefahr von Luftangriffen wurden 1943 beide Stettiner Gymnasien nach Stargard, 1944 dann ins Innere Deutschlands verlegt, womit die Geschichte des Marienstiftsgymnasiums ihr Ende fand.
Zwischen den ehemaligen Schülern des Marienstiftsgymnasiums und dem Katharineum zu Lübeck entstand in den 1950er Jahren eine Patenschaft.

## Gebäude

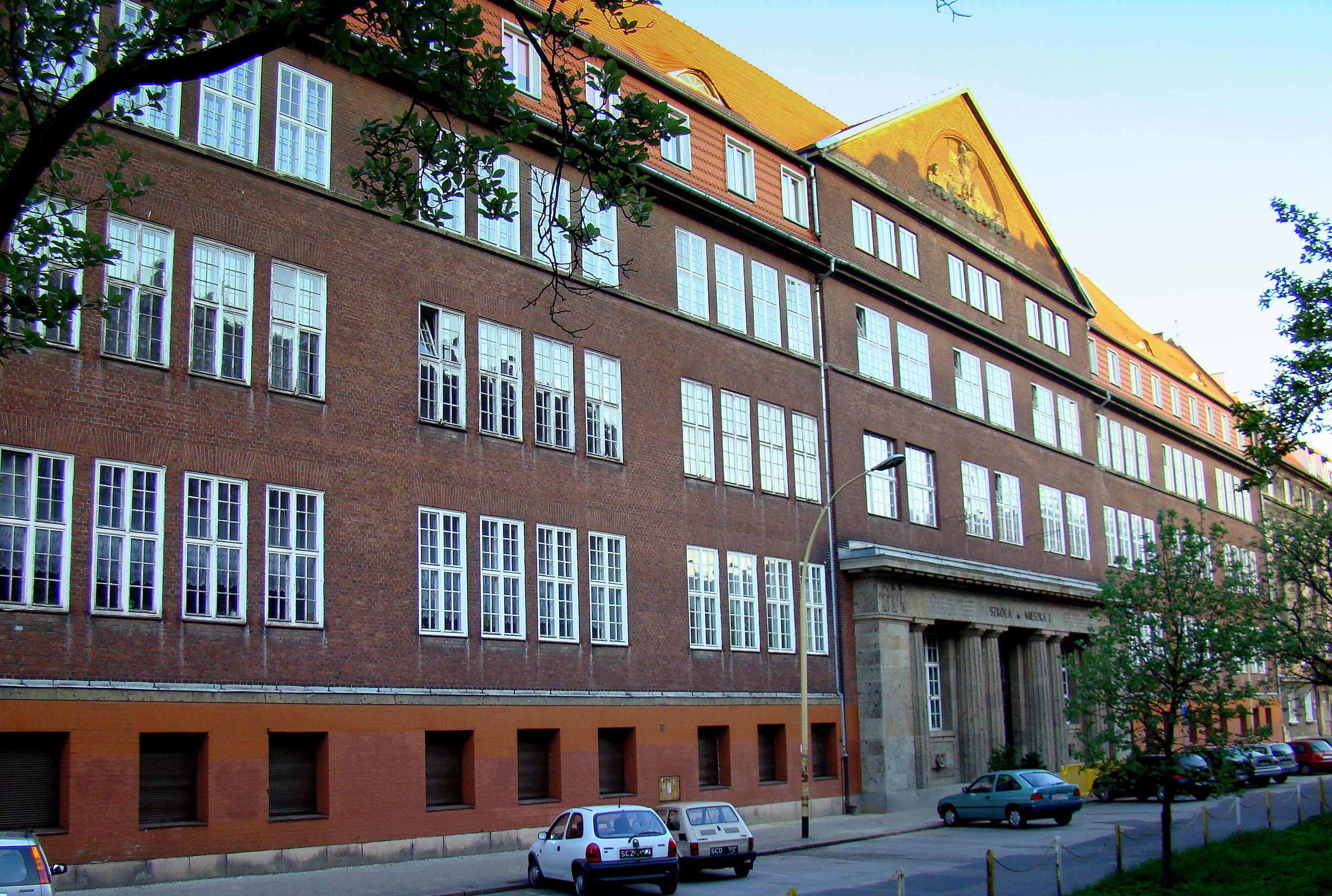
Heutiges Schulgebäude von 1915 in der ehem. Schlutowstraße (II. Liceum, ul. Henryka Pobożnego)

An der Stelle der 1789 durch ein Feuer zerstörten St.-Marien-Kirche an der Domstraße 1 entstand 1830–1832 das „Alte Marienstiftsgymnasium“ im klassizistischen Stil. Bis dahin fand der Unterricht teils in der Domstraße, teils in der Mönchenstraße (Ratsschule) statt. Das im Zweiten Weltkrieg zerstörte Gebäude wurde ab 1960 originalgetreu wieder aufgebaut als Sitz einerer Grundschule und später einer Sekundarschule mit Namen Helden von Monte Cassino. Heute beherbergt es das Marien-Gymnasium (Sek. I).
1915 wurde in der Schlutowstraße an der Hakenterrasse (ul. Henryka Pobożnego) das Neue Marienstiftsgymnasium eingeweiht. In diesem Gebäude befindet sich heute das II. Allgemeinbildende Liceum „Mieszko I.“ Stettin (II Liceum Ogólnokształcące im. Mieszka I).

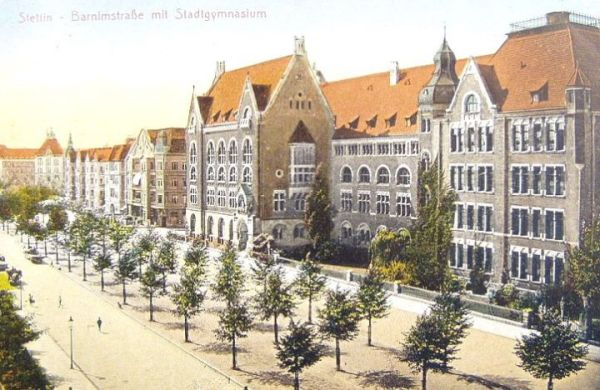
Stadtgymnasium 1916

Für das abgetrennte Stadtgymnasium wurde 1900–1903 vom Stadtbaurat Wilhelm Meyer-Schwartau ein Schulgebäude an der Barnimstraße 12 errichtet. Darin befindet sich heute das I Liceum Ogólnokształcące im. Maria-Skłodowska-Curie in der Aleja Piastów 12.

## Bekannte Schüler und Lehrer

### Schüler
(16. und 17. Jahrhundert)
- Daniel Cramer (auch: Candidus; 1568–1637), deutscher lutherischer Theologe, Chronist und Autor
- Jakob Fabricius (1593–1654), lutherischer Theologe und Kirchenliederdichter
- Samuel Franck (1633–1679), Kantor
- Philipp Horst (1584–1664), deutscher Rhetoriker und Moralphilosoph
- Christian Kortholt der Ältere (1633–1694), Professor der Theologie an der Christian-Albrechts-Universität zu Kiel
- Germanus Luidtke (1592–1672), deutscher Jurist und Bürgermeister in Stendal, Kanonikus in Havelberg
- Johannes Micraelius (eigentlich: Johannes Lütkeschwager; 1597–1658), deutscher Dichter, Philosoph und Historiker
- Johann Jacob Pfeiff (1613–1676), deutschbaltischer evangelischer Geistlicher, Bischof von Estland
- Christoph Redecker (1652–1704), deutscher Rechtswissenschaftler, Hochschullehrer und Bürgermeister von Rostock
- David Runge (auch: Rungius; 1564–1604), deutscher lutherischer Theologe
- Georg Völkner (1595–1664), deutscher Gymnasiallehrer und Autor theologischer Schriften
- Peter Wasmund (1586–1632), Jurist und Hochschullehrer
- Christian Zickermann (1672–1726), Pfarrer an der Stettiner Peter-Paulskirche und Geschichtsforscher

(18. bis 20. Jahrhundert)
- Oskar von Joeden-Koniecpolski (1830–1891), preußischer Landrat; Gutsbesitzer, lebte zuletzt in New York
- Oscar Achenbach (1868–1935), deutscher Porträt- und Landschaftsmaler sowie Grafiker
- Walter Amelung (1865–1927), deutscher klassischer Archäologe, Direktor des Deutschen Archäologischen Instituts in Rom
- Jacob Heinrich Ludwig von Arnim-Suckow (1754–1804), Landrat und Gutsbesitzer
- Georg Wilhelm Bartholdy (1765–1815), deutscher Pädagoge, Zeitschriftenherausgeber und Schriftsteller
- Ernst-Dieter Bernhard (1924–2017), deutscher Offizier, zuletzt Deutscher Militärischer Vertreter im NATO-Militärausschuss
- Max Büttner (1859–1927), deutscher Opernsänger (Bariton)
- Lothar Collatz (1910–1990), Mathematiker
- Otto Dammer (1839–1916), deutscher Chemiker, Schriftsteller und Publizist
- Werner Gercke (1885–1954), Verwaltungs- und Versicherungsjurist
- Wilhelm Gaede (1875–1944), Landrat im Kreis Stallupönen, Mitglied des Provinzialrates der Provinz Ostpreußen
- Carl Eduard Geppert (1811–1881), deutscher Altphilologe und Historiker der Geschichte Berlins
- Fritz Gerlich (1883–1934), deutscher Journalist und Archivar
- Karl Held (1830–1870), deutscher evangelischer Theologe und Hochschullehrer
- Karl August Hellwig (1855–1914), Jurist, Offizier in der preußischen Armee und völkisch-antisemitischer Politiker
- August Gottlieb Ludwig Hering (1736–1770), deutscher Jurist, Hofgerichtsrat in Köslin und Dichter evangelischer geistlicher Lieder
- Ewald Friedrich von Hertzberg (1725–1795), seit 1786 Graf von Hertzberg, preußischer Staatsmann
- Hellmuth Heyden (1893–1972), deutscher Theologe und Kirchenhistoriker
- Hans Hoffmann (1848–1909), deutscher Schriftsteller
- Wolfgang Krawietz (1920–2001), Generalstabsarzt der Bundeswehr
- Carl Krug (1874–?), Chemiker, Montanwissenschaftler und Metallurg
- Franz Kugler (1808–1858), deutscher Historiker, Kunsthistoriker und Schriftsteller
- Wilhelm von Kuhlmann (1879–1937), deutscher Konsularbeamter und als Gesandter diplomatischer Vertreter des Deutschen Reiches in Mittelamerika und im Freistaat Irland
- Ernst Josef Lesser (1879–1928), deutscher Physiologe und einer der Entdecker des Insulins
- Julius Lessing (1843–1908), Kunsthistoriker und Museumsdirektor
- Arthur Lutze (1813–1870), Heilpraktiker
- Horst Meyer (1930–2020), Buchhändler und Verleger, bis 1943 Schüler am Stadtgymnasium
- Ernst-Georg Pantel (1922–2003), deutscher Volkswirt und Manager der Flugzeugindustrie
- Adolf Pompe (1831–1889), deutscher evangelischer Theologe und Dichter
- Robert Eduard Prutz (1816–1872), deutscher Schriftsteller, Dramatiker und Publizist des Vormärz
- Trutz Rendtorff (1931–2016), evangelischer Theologe
- Maximilian Runze (1849–1931), deutscher evangelischer Pfarrer, Abgeordneter und Autor, arbeitete über das Werk Carl Loewes
- Karl Sachs (1829–1909), deutscher Romanist und Lexikograph
- Christian Friedrich Scherenberg (1798–1881), deutscher Dichter
- Gerhard Schmidt (1904–1991), deutscher Psychiater
- Hans Schröder (1868–1938), Gynäkologe
- Richard Schroeder (1856–1908), Oberbürgermeister von Stargard
- Karl Silex (1896–1982), Journalist, Chefredakteur der Deutschen Allgemeinen Zeitung und des Tagesspiegels
- Adolf Stahr (1805–1876), deutscher Schriftsteller und Literaturhistoriker
- Wilhelm Studemund (1843–1889), deutscher Philologe und Hochschullehrer
- Konrad Telmann (1854–1897), deutscher Dichter, Schriftsteller und Jurist
- Ludwig von Tiedemann (1841–1908), deutscher Architekt und Baumeister
- Alfred Uckeley (1874–1955), Theologe, Rektor der Albertus-Universität
- Karl Waechter (1840–1913), deutscher Bauunternehmer und Gründer zahlreicher Klein- und Nebenbahnen
- Martin Wehrmann (1861–1937), deutscher Historiker und Gymnasiallehrer
- Friedrich-Wilhelm Wentzlaff-Eggebert (1905–1999), deutscher Germanist und Hochschullehrer
- Christian Winner (1927–2012), deutscher Phytomediziner und Pflanzenbauwissenschaftler
- Ernst Zitelmann (1852–1923), deutscher Jurist und Schriftsteller

### Lehrer
| Zeitraum   | Name                              | Lehrtätigkeit                                 | Sonstige Tätigkeiten                                                                   |
| ---------- | --------------------------------- | --------------------------------------------- | -------------------------------------------------------------------------------------- |
| 1554–1557  | Caspar Landsidel                  | Rektor                                        |                                                                                        |
| 1556–1588  | Christoph Stymmelius              | Theologie                                     | von 1570 bis 1572 Generalsuperintendent von Pommern-Stettin                            |
| 1579–1592  | Konrad Bergius                    | Rektor, Rhetorik, Theologie                   |                                                                                        |
| 1587–1630  | Philipp Dulichius                 | Musik                                         |                                                                                        |
| 1589–1592  | Salomon Gesner                    | Rektor, Theologie                             |                                                                                        |
| 1592–1594  | Friedrich Runge                   | Theologie                                     |                                                                                        |
| 1594–1636  | Daniel Cramer                     | Theologie                                     |                                                                                        |
| 1612–1649  | Heinrich Kielmann                 | Konrektor. Griechisch, Poesie                 |                                                                                        |
| 1615–1623  | Valentin von Winther              | Direktor;                                     |                                                                                        |
| 1641–1648  | Andreas Fromm                     | Musik                                         |                                                                                        |
| 1641–1658  | Johannes Micraelius               | Rektor                                        |                                                                                        |
| 1642–1654  | Jakob Fabricius                   | Theologie                                     |                                                                                        |
| 1647–      | Johann Sithmann                   | Recht                                         |                                                                                        |
| 1650–1660  | Heinrich Schaevius                | Griechisch, Poesie                            | später Rektor am Thorner Gymnasium                                                     |
| 1668–1668  | Konrad Tiburtius Rango            | Theologie                                     |                                                                                        |
| 1668–1676  | Johann Georg Ebeling              | Musik, Griechisch                             |                                                                                        |
| 1668–1678  | Andreas Gottfried Ammon           | Rektor                                        |                                                                                        |
| 1672–1676  | Martin Lipenius                   | Rektor                                        |                                                                                        |
| 1678– ?    | Johann Ernst von Pfuel            | Rektor                                        | später Hofprediger des Herzogs zu Mecklenburg, Kirchenrat von Mecklenburg-Güstrow      |
| 1710–1721  | Laurentius David Bollhagen        | Theologie, orientalischen Sprachen            |                                                                                        |
| 1716–1752  | Johann Samuel Hering              | Recht                                         |                                                                                        |
| 1716–1757  | Michael Friedrich Quade           | Rektor, Philosophie und Stil                  |                                                                                        |
| 1751–1753  | Johann Daniel Denso               | Beredsamkeit und Dichtkunst                   |                                                                                        |
| 1752–1773  | Johann Carl Conrad Oelrichs       | Recht                                         |                                                                                        |
| 1764–1774  | Johann Adolph Schinmeier          | Rektor, Theologie und Orientalistik           |                                                                                        |
| 1774–1797  | Johann Jacob Meyen                | Physik, Mathematik                            |                                                                                        |
| 1788–1816  | Johann Jakob Sell                 | Rektor, Geschichte und Rhetorik               |                                                                                        |
| 1797–1815  | Georg Wilhelm Bartholdy           | Mathematik, Physik                            | Schüler und pädagogischer Seminarleiter                                                |
| 1803–1854  | Karl Friedrich Wilhelm Hasselbach | Rektor (ab 1828)                              |                                                                                        |
| 1805–1828  | Friedrich Koch                    | Konrektor (ab 1805), Rektor (1816–1828)       | zunächst gleichzeitig, ab 1828 vollzeitlich Schulrat der Provinzialregierung           |
| 1810–1813  | Georg Friedrich Pohl              | Naturwissenschaften                           |                                                                                        |
| 1816–1866  | Ludwig Giesebrecht                | Deutsch, Geschichte, Theologie                |                                                                                        |
| 1820–1866  | Carl Loewe                        | Musik                                         |                                                                                        |
| 1822–1876  | Herrmann Hering                   | Geschichte, Latein und Deutsch                |                                                                                        |
| 1827–1842  | Wilhelm Böhmer                    | Philologe                                     | veröffentlichte zur Geschichte Pommerns                                                |
| 1829–1840  | Karl Gottfried Scheibert          | Religion, Sprachen, Mathematik und Geschichte |                                                                                        |
| 1841–1883  | Ludwig Most                       | Kunst                                         |                                                                                        |
| 1842–1849  | Hermann Bonitz                    | Altphilologie                                 | Professor an der Universität Wien                                                      |
| 1847–1866  | Paul Heinrich Balsam              | Mathematik                                    | Mathematikhistoriker, später besoldeter Stadtrat und Stadtschulrat in Stettin          |
| 1847–1855  | Hermann Rassow                    |                                               | später Oberschulrat im Großherzogtum Sachsen-Weimar-Eisenach                           |
| 1849–1852  | Karl Sachs                        | Sprachen, Mathematik, Geschichte              | schuf mit Césaire Villatte das Langenscheidt Großwörterbuch Französisch Sachs-Villatte |
| 1851–1856  | Gustav Wendt                      | Altphilologie                                 | später Oberschulrat im Großherzogtum Baden                                             |
| 1852–1859  | Franz Kern                        | Deutsch, Sprachen                             |                                                                                        |
| 1852–1877  | Hermann Graßmann                  | Mathematik, Sprachen                          |                                                                                        |
| 1853–1857  | Hugo Ilberg                       | Deutsch                                       |                                                                                        |
| 1856–1877  | Albert Heydemann                  | Direktor                                      |                                                                                        |
| 1866–1910  | Karl Adolf Lorenz                 | Musik                                         |                                                                                        |
| 1871–1912? | Hugo Rühl                         | Sport                                         |                                                                                        |
| 1873–1881  | Hugo Lemcke                       | Oberlehrer                                    |                                                                                        |
| 1884–1912  | Martin Wehrmann                   | Oberlehrer                                    |                                                                                        |
| 1914–1930  | Carl Fredrich                     | Direktor; Deutsch, Geschichte                 |                                                                                        |
| 1914–1945  | Ernst Zahnow                      | Geographie, Germanistik und Romanistik        |                                                                                        |
| 1919–1944  | Wilhelm Bormes                    | Studienrat; Kunst                             |                                                                                        |